# Hotel Coppelia
Hotel Coppelia es una película dominicana de drama escrita y dirigida por José María Cabral, protagonizada por Lumi Lizardo, Nashla Bogaert, Nick Searcy y Jazz Vila. Estrenada el 9 de marzo de 2021 para HBO, y el 15 de abril de 2021 en los cines.

La película tuvo un costo de RD$90 Millones.
Recibió una gran aceptación del público, hasta llegar a ser recomendada por Forbes.

## Sinopsis
La historia transcurre en la  República Dominicana durante la segunda intervención estadounidense en 1965, En un burdel al lado del mar, las vidas de un grupo de prostitutas cambian radicalmente cuando estalla un golpe de Estado y ellas comienzan a darse cuenta de que pueden tener una nueva vida y quizá, incluso, encontrar el amor. Pero todo cambia cuando el ejército estadounidense invade el país, reprime la revolución y toma el burdel como base militar: las chicas tendrán que enfrentarse al dilema de dormir con el enemigo o proteger su dignidad a toda costa.

## Reparto
| Actor                 | Personaje        |
| --------------------- | ---------------- |
| Lumi Lizardo          | Judith           |
| Nashla Bogaert        | Gloria           |
| Jazz Vilá             | Betty            |
| Ruth Emeterio         | Tina Bazuca      |
| Nick Searcy           | Coronel Thompson |
| Mario Cersónimo       | Cliente          |
| Madison Díaz          | Ramona           |
| Leony Doñe            | Cliente          |
| Patricio Jiménez      | Luis             |
| Miguel Ángel Martínez | La Pera          |

## Controversias
Tras varios días de su lanzamiento en HBO la película fue pirateada y colgada en la plataforma de YouTube, su director José María Cabral, dijo que se vio en la obligación de estrenar la película antes de tiempo por lo ocurrido, dijo además que se levantaron investigaciones por el hecho.
La actriz Nashla Bogaert fue motivo de controversia por sus escenas de desnudo que realiza en la película.